# 雅克-42
雅克-42（Як-42）是一款由俄羅斯雅科航空器集团所設計的三引擎飛機，是替代图-134的中程客机，被認為與波音727同等，主要用於蘇聯民航和俄羅斯航空。雅克-42是苏联制造的第一款使用高涵道比涡扇发动机的客机。

## 歷史
雅科夫列夫设计局以雅克-40為藍本加以放大，設計出比Yak-40機身更長，但同樣擁有T型尾翼和三台發動機的一百席客機。第一架主翼後掠角為11度的雅克-42原型機在1975年3月首飛，而第二架原型機和量產機決定採用了23度的後掠翼為主翼。
雅克-42初期型在1980年加入蘇聯民航，並開始局部汰換圖-134客機。大約一年後，便推出了首款衍生型號雅克-42ML。基本規格和用於內陸航班上的雅克-42相同，只是飛機客艙的內裝方面比較舒適。然而，由於尾翼設計不良，雅克-42在蘇聯民航服役初期便發生了數次意外，使蘇聯民航一度勒令其Yak-42機隊停飛，並對飛機的設計進行檢討。在全部出廠的飛機經過改裝後，在1985年前後重新投入服務。
1988年推出Yak-42D，擁有較高的淨重、以及比較先進的航電設備，D型的滿載航程並有2200公里，飛機客艙的內部亦比原型佳。在1989年開始至2002年停產為止，Yak-42D是生產線上唯一的量產型號。
在1991年蘇聯解體時，俄羅斯和烏克蘭的各大航空工業設計局集團都一度加上符合西方規格的航電、發動機和其它配套系統，讓產品可以更客易取得西方的適航認證，以比西方同級產品更為吸引的價錢出口以賺取外匯。在1997年和1998年，並分別推出了Yak-42D-100和Yak-142兩款配備西方系統的Yak-42衍生型號。Yak-42D-100沿用了Yak-42D的機體和D-36發動機，航電採用美國的產品，但自動導航系統則沿用俄羅斯的系統。Yak-142是對飛機的整體設計和結構作出改動，使其配備美製數碼航電系統的Yak-142擁有整個家族中最高的航程，達2790公里。但兩者都未能吸引外國訂單，使雅科夫列夫设计局於2002年中止開發。

## 型號
- Yak-42
- Yak-42ML
- Yak-42D
- Yak-42D-100
- Yak-42-142

## 規格（Yak-42D）
参考资料：Brassey's World Aircraft & Systems Directory 1999/2000.
基本信息
- 机组：两名飞行员和一名可选的飞行工程师
- 容量：最大120人 (常用配置： 8 头等舱和96 经济舱)

性能

## 意外
- 中國通用航空2755號班機空難——一架雅克-42在起飛時失速并墜毀，導致102人罹難。
- 2011年雅罗斯拉夫尔空难——一架雅克-42在俄罗斯雅罗斯拉夫尔州未爬升到安全高度撞天线坠毁，机上载有雅罗斯拉夫尔“火车头”冰球队，44人遇难。